# 薩摩鱗䗩
薩摩鱗为裂螺科邊罅螺屬下的一个种。

## 分佈
本物種見於台灣綠島、蘭嶼、中國近海及日本。

## 外部連結
- 維基物種上的相關：薩摩鱗磩
- To Biodiversity Heritage Library (1 publication) （页面存档备份，存于）